# Johann Nepomuk Ahle
Johann Nepomuk Ahle (Langenmosen, 1845. május 16. – Augsburg, 1924. november 20.) német egyházi zeneszerző, kórusvezető.

## Élete
Egyházi tanulmányokat végzett, teológiai doktor volt. 1868. augusztus 1.-én szentelték pappá, ezután még ebben az évben szeptember 19.-én Pöttmesben lett káplán. Itt alig néhány hónapot töltött, mert 1869. május 2.-án Dillingen an der Donauban lett egyházi zenei prefektus. 1882. május 1.-én a helyi szeminárium vezetőhelyettese, 1886. október 15.-én vezetője lett. Ugyanebben az évben a szeminárium kórusának vezetőségével is megbízták. 1901. szeptember 15.én az Augsburgi dóm káplánja, 1921-ben vezetője lett. Zeneszerzői életműve elsősorban egyházi kórusművekből áll. 

## Válogatott munkái

### Elméleti kötetek
- Weihnachtsfeier : mit lebenden Bildern, Augsburg, 1873
- II cantiones sacrae vocibus inaequalibus concinendae : Opus 5 = Sieben lateinische Gesänge für 4, 5 und 6 ungleiche Stimmen, Regensburg, 1893

### Kórusművek
- Ego sum panis vitae
- Homo quidam
- Misit me vivens Pater
- Respexit Elias
- Responsoria in processione Corporis Domini, Op. 10b

## Külső hivatkozások
- Ave Maria című kórusműve a youtube-n